# Lucien Jottrand
Lucien Jottrand (30. januar 1804 i Genappe – 17. december 1877 i Sint-Joost-ten-Node) var en belgisk journalist og politiker. 
Jottrand studerede jura i Liege og blev efter at have taget en doktorgrad i 1825 advokat ved retten i Bruxelles. Særlig betydning fik han fra 1826 som redaktør ved oppositionsavisen Courrier des Pays-Bas, som han i 1832 overtog som ejer og chefredaktør under navnet Courrier de Belge. Under den belgiske revolution i 1830 lavede Jottrand sammen med journalisten Edouard Ducpétiaux det som senere blev til Belgiens flag. I 1830 blev han medlem af Nationakongressen. I 1848 startede han avisen Débat social og korresponderede på venskabelig vis med Karl Marx, hvis medvirken i Neue Rheinische Zeitung han hilste velkommen. I 1856 var Jottrand formand for en flamsk kommission, som det år blev dannet af kongen. I 1855-1861 var han medlem af sognerådet i Sint-Joost-ten-Node, hvor han også fungerede som advokat.
Han skrev talrige værker, fortrinsvis på fransk, men også på hollandsk om jura og statskundskab, historie, geologi og sprogvidenskab.
- Wikimedia Commons har flere filer relateret til Lucien Jottrand